# Szagan Toszu
A Szagan Toszu a japán J-League egy futballcsapata. A klubot 1997-ben alapították.

## Történelem
1997-ben alapították meg, miután a klub átvette a Toszu Futures csapatát, amely fizetésképtelenné vált. 1999-ben az újonnan alapított Japán másodosztályba indultak, ahol 2011-ig szerepeltek. A 2011-es szezont a 2. helyen fejezték be és így feljutottak az élvonalba. Ekkor lett a klub vezérigazgatója és elnöke Minoru Takehara.
Az első szezonjukban az élvonalban az 5. helyen végeztek. Tojoda Jóhei a góllövőlista második helyén végzett 19 góllal. Ők lettek az első ázsiai klub amellyel szerződést kötött a Warrior Sports. 2018 nyarán leszerződtették a spanyol Fernando Torrest.

## Játékos keret
2018. július 10-i állapotnak megfelelően.
| #  |     | Poszt | Név               |
| -- | --- | ----- | ----------------- |
| 1  | JPN | K     | Taku Akahoshi     |
| 2  | JPN | V     | Hiromu Mitsumaru  |
| 3  | JPN | V     | Yuji Takahashi    |
| 4  | JPN | KP    | Riki Harakawa     |
| 5  | KOR | V     | Kim Minhjok       |
| 6  | JPN | KP    | Akito Fukuta      |
| 7  | JPN | KP    | Hiroki Kawano     |
| 8  | JPN | V     | Masato Fujita     |
| 9  | ESP | CS    | Fernando Torres   |
| 11 | JPN | CS    | Tojoda Jóhei      |
| 12 | JPN | K     | Shugo Tsuji       |
| 13 | JPN | V     | Yuzo Kobayashi    |
| 14 | JPN | KP    | Yoshiki Takahashi |
| 15 | KOR | V     | Csong Szunghjon   |
| 19 | KOR | CS    | Cso Donggon       |

| #  |     | Poszt | Név                |
| -- | --- | ----- | ------------------ |
| 20 | JPN | K     | Gonda Súicsi       |
| 21 | JPN | KP    | Kohei Kato         |
| 22 | JPN | CS    | Kei Ikeda          |
| 23 | JPN | V     | Yutaka Yoshida     |
| 24 | JPN | V     | Kazuki Anzai       |
| 25 | KOR | KP    | An Jongu           |
| 26 | JPN | KP    | Ryoya Ito          |
| 27 | JPN | CS    | Kyosuke Tagawa     |
| 28 | JPN | KP    | Hiroto Ishikawa    |
| 29 | JPN | KP    | Hiroyuki Taniguchi |
| 30 | JPN | K     | Fantini Akira      |
| 32 | COL | CS    | Víctor Ibarbo      |
| 36 | JPN | KP    | Hideto Takahashi   |
| 40 | JPN | CS    | Yuji Ono           |
| 50 | JPN | KP    | Koki Mizuno        |